# KZ Nohra
Das Konzentrationslager Nohra befand sich auf dem Flugplatz Weimar-Nohra bei Nohra in Thüringen. Das thüringische Innenministerium (unter NS-Führung) richtete es am 3. März 1933 als das erste offiziell eingerichtete Konzentrationslager im NS-Staat für bis zu 220 Häftlinge ein. Es wurde bis zum 12. April 1933 betrieben. Direkter Nachfolger als KZ wurde das 30 Kilometer entfernte KZ Bad Sulza und ab Juli 1937 das Konzentrationslager Buchenwald.

## Gründung

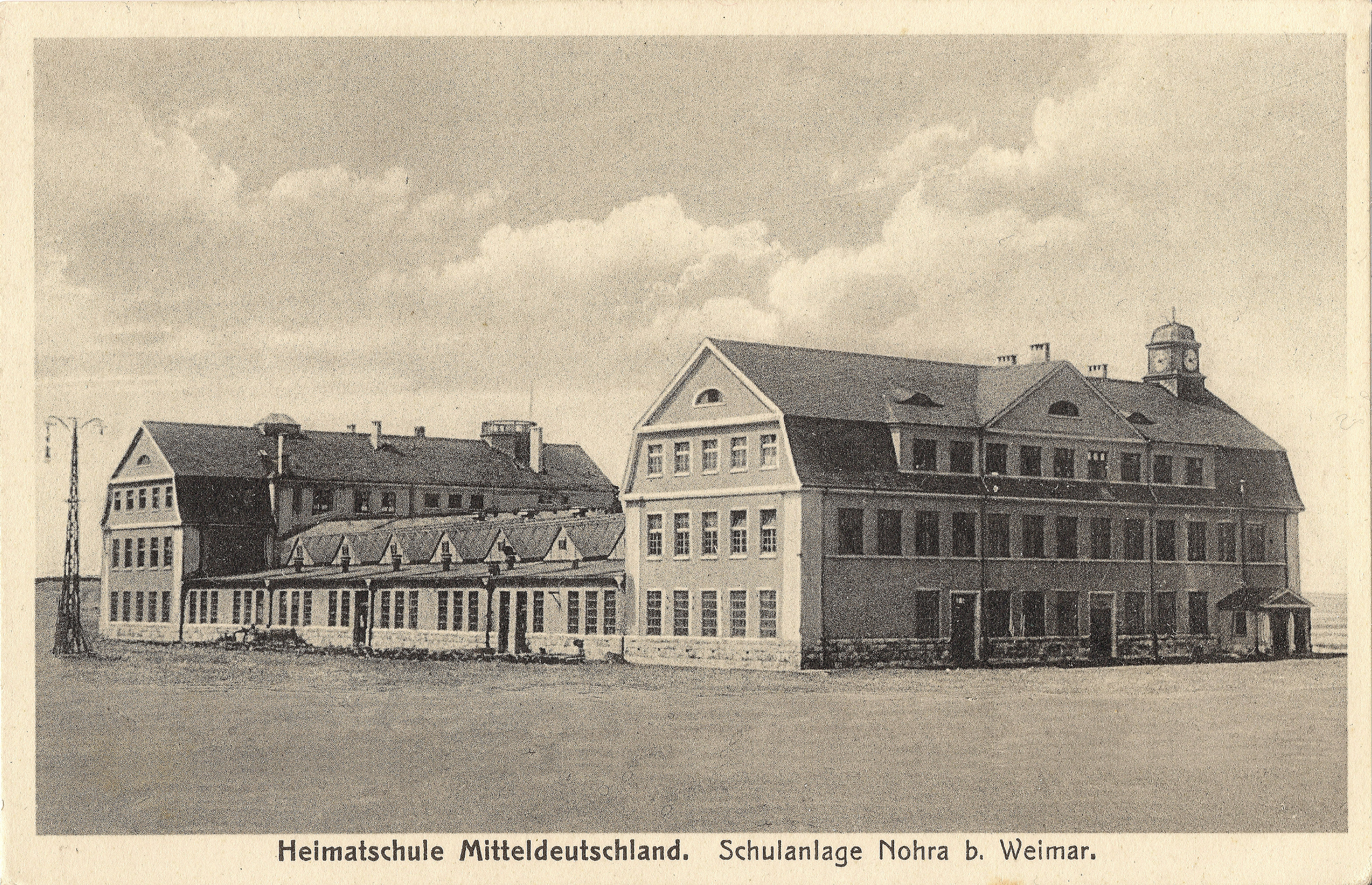
Heimatschule Mitteldeutschland (Ansichtskarte), ca. 1930

In Thüringen war die NSDAP bereits seit 1930 an der Regierung beteiligt. Nach dem Reichstagsbrand am 27. Februar 1933 wurden im Land Thüringen innerhalb kürzester Zeit mehrere Hundert Kommunisten verhaftet. Die Amts- und Landgerichtsgefängnisse waren sofort überfüllt. Um Abhilfe zu schaffen, entschied der Thüringer Innenminister Wilhelm Frick, ab dem 3. März 1933 ein Konzentrationslager in der 1928 gegründeten, militärisch orientierten Heimatschule Mitteldeutschland e. V. einzurichten, deren Lehrkräfte aus der 40 Kilometer entfernten „Deutschen Heimatschule“ in Bad Berka kamen.
Die Heimatschule in Nohra befand sich auf dem ehemaligen Flugplatz. Sie bestand aus zwei Gebäuden, die durch einen Flachbau verbunden waren. Im linken Haus war der Freiwillige Arbeitsdienst untergebracht, im rechten befanden sich im Erdgeschoss die Verwaltung und der große Speisesaal der Schule. Das erste Geschoss war für die Wehrsportlager des Wehrverbandes „Stahlhelm“ reserviert. Darüber wurde das Konzentrationslager eingerichtet. Unterteilt war es in drei große Säle, die nur mit Stroh und Decken ausgestattet waren.
Der Mangel an Toiletten und Waschgelegenheiten führte zu katastrophalen hygienischen Zuständen. Zeitweise war das Lager völlig überfüllt. Mehrere Hilfspolizisten bewachten die Saaltüren, da die Heimatschule nicht durch Stacheldraht, Zaun oder Mauern von der Außenwelt isoliert war. Zunächst wurde Nohra als „Sammellager“ bezeichnet. Der Begriff „Konzentrationslager“ für Nohra taucht erstmals am 8. März 1933 in einer Zeitung auf.

## Betrieb
Verantwortlich für die Bewachung und Führung des Lagers war das Thüringer Innenministerium. Die Wachmannschaft setzte sich aus Hilfspolizisten, ausgewählten Heimatschülern, verstärkt von SA- und Stahlhelm-Mitgliedern, zusammen. Die Vorgesetzten der Heimatschule fungierten gleichzeitig als Führungskräfte der Wachmannschaft im Konzentrationslager Nohra. Das Ministerium des Innern richtete in der Schule eine Polizeidienststelle ein, die Vernehmungen, Überführungen in andere Haftanstalten und Entlassungen der Häftlinge vornahm. Der – namentlich nicht bekannte – verantwortliche Leiter der Polizeidienststelle in der Heimatschule Mitteldeutschland kann als der Führer des Konzentrationslagers Nohra angesehen werden.
Am ersten Tag, dem 3. März 1933, kamen etwa 100 Häftlinge direkt aus Landgerichtsgefängnissen, der Kaserne der Schutzpolizei in Weimar oder über das Landgerichtsgefängnis in Weimar nach Nohra. Viele stammten aus thüringischen Industriestandorten, die traditionell als „rote“ Hochburgen galten. Am zweiten Tag erhöhte sich der Bestand auf 170. Um den 12. März 1933 hatte das Lager seine Höchstbelegung mit etwa 220 Häftlingen. Noch im März 1933 kam es zu umfangreichen Entlassungen. Am 31. März 1933 hatte das Konzentrationslager noch ca. 60 Häftlinge. Den Entlassungen standen nur wenige Neueinlieferungen gegenüber. Durchschnittlich lebten in Nohra 95 Häftlinge.
In Nohra waren ausschließlich Kommunisten aus dem Freistaat Thüringen interniert. Fünf der zehn thüringischen KPD-Landtagsabgeordneten saßen dort ein: Fritz Gäbler, Richard Eyermann, Rudolf Arnold, Erich Scharf und Leander Kröber. Ein großer Teil der kommunistischen Stadträte und andere kommunistische Funktionäre Thüringens, wie die KPD-Ortsvorsitzenden, die Kassierer, Angehörige des Roten Frontkämpferbundes und Aktive der Roten Hilfe wurden ebenfalls nach Nohra verbracht. Auch einige Frauen waren in der Heimatschule kurzzeitig inhaftiert.
Im KZ Nohra arbeiteten die Häftlinge nicht. Sie hielten sich den ganzen Tag in den Schlafsälen auf. Unterbrochen wurde diese Eintönigkeit und Isolation nur durch Vernehmungen und die anfangs täglichen Zugänge. Die Häftlinge hatten keine Verbindung zur Außenwelt. Ehemalige Häftlinge erwähnen in ihren Erinnerungsberichten Misshandlungen durch das Wachpersonal.
Die angebliche Schutzhaft in Thüringen war eine polizeiliche Sicherungsverwahrung; folglich waren die kommunistischen Gefangenen Polizeihäftlinge. Daraus ergab sich das Recht, an der Reichstagswahl teilnehmen zu dürfen. Die Häftlinge im Konzentrationslager Nohra wählten am 5. März im selben Wahllokal wie die Einwohner von Nohra. Alle Häftlinge gaben der Kommunistischen Partei Deutschlands (KPD) ihre Stimme. Dadurch erhielt die KPD in Nohra 172 Stimmen, während es wenige Monate zuvor bei den Kommunalwahlen im Dezember 1932 zehn Stimmen gewesen waren.

## Schließung
Das Konzentrationslager Nohra war eines der ersten, das wieder geschlossen wurde; es existierte nur bis zum 12. April 1933. Bis dahin hatten etwa 250 Menschen das Lager durchlaufen.
Die letzten 32 Häftlinge wurden an diesem Tag in das Landesgefängnis Ichtershausen bei Arnstadt gebracht, in dem bereits eine Schutzhaftabteilung bestand. Damit war das Konzentrationslager Nohra aufgelöst. Bis September 1933 wurden fast alle ehemaligen Nohra-Häftlinge aus Ichtershausen entlassen. Einige blieben in Ichtershausen, bis das KZ Bad Sulza eröffnet wurde – unter ihnen die beiden Landtagsabgeordneten Richard Eyermann (Bad Salzungen) und Leander Kröber (Meuselwitz), die in Bad Sulza die Häftlingsnummern 23 und 24 erhielten.

## Weitere Verwendung

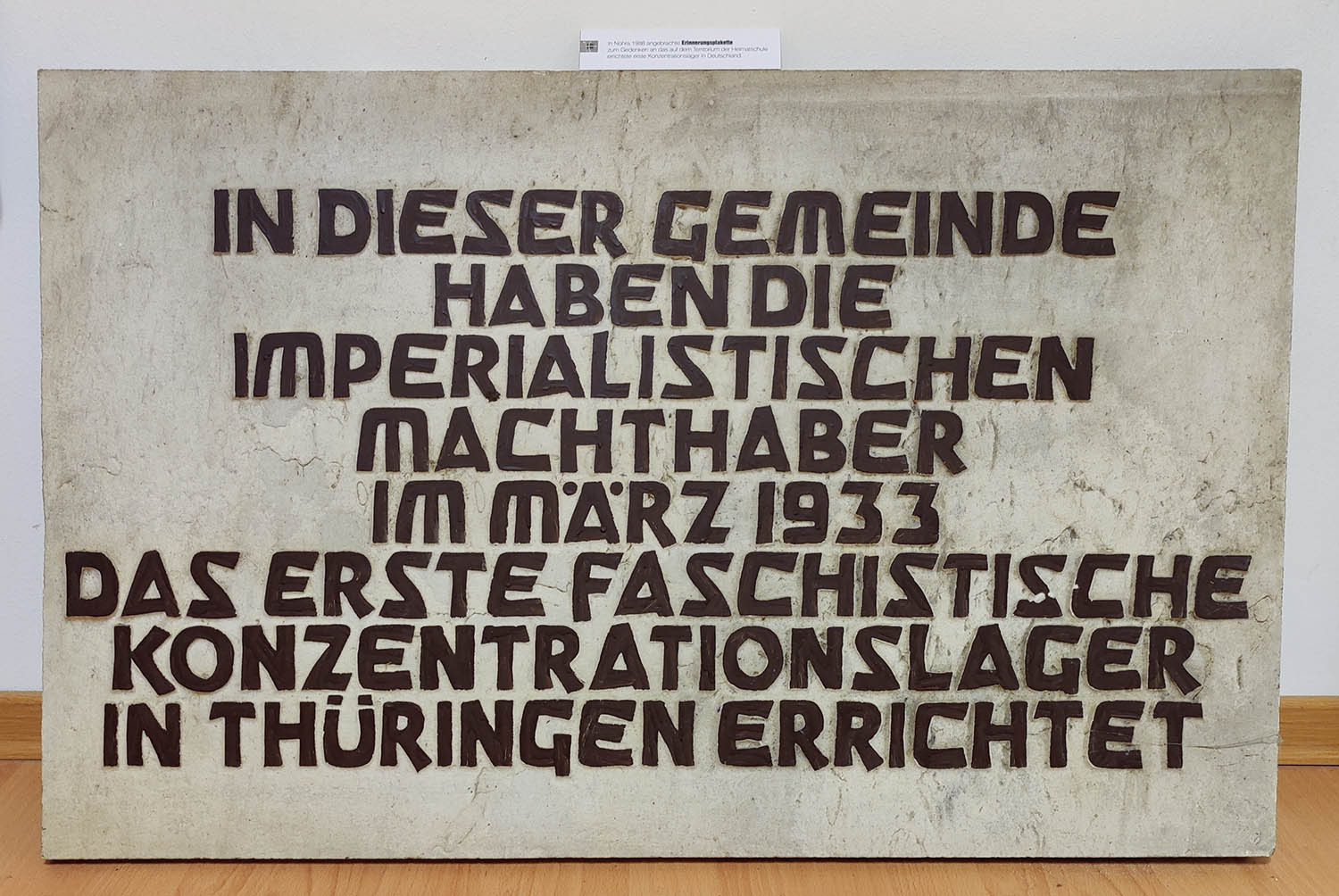
Von der SED-Kreisleitung 1988 in Nohra angebrachte Gedenktafel

1935 errichtete die Luftwaffe einen Lehrflugplatz auf dem Gelände, später baute sie neue Flugzeughallen und Kasernen. Nach dem Krieg nahm die Rote Armee den Platz in Besitz. Wie Luftbilder belegen, wurde das Gebäude des ehemaligen Konzentrationslagers am 11. April 1945 schwer beschädigt und wurde bis 1953 vollständig abgerissen.
1988 brachte die SED-Kreisleitung Weimar eine Gedenktafel mit der Aufschrift: „In dieser Gemeinde haben die imperialistischen Machthaber im März 1933 das erste faschistische Konzentrationslager in Thüringen eingerichtet“ in Nohra an. Die Tafel wurde im Jahr 1990 auf Gemeinderatsbeschluss abgehängt. Sie befand sich bis 2017 auf dem Dachboden des Bürgermeisteramtes und wird heute im Museum des Vereins Flugplatz Nohra e. V. im Gemeindehaus Ulla ausgestellt.
Nichts weist mehr auf den Standort des ersten Konzentrationslagers im nationalsozialistischen Deutschland hin. Als baulichen Rest gibt es  an der Bundesstraße 7 das Gasthaus „Zum Kommandanten“ als Kommandantenhaus des ehemaligen Konzentrationslagers.

## Häftlinge
Häftlinge waren verhaftete KPD-Führer, Landtagsabgeordnete, Kommunisten und andere Regimegegner, wie  Rudolf Arnold (Eisenach), Johannes Enke (Buttstädt), Richard Eyermann (Bad Salzungen), Fritz Gäbler (Sekretär der KPD Ostthüringen), Gustav Huhn (Gemeinderat Lauscha), Leander Kröber (Meuselwitz), Max Leipold (Gemeinderat Lauscha, RFB), Karl Müller (Hüttengrund), Franz Müller-Deck (Gemeinderat Lauscha, Vors. KPD-OG), Paul Greiner-Pachter (Gemeinderat Lauscha).

## Archivalien
In erster Linie befinden sich Akten zum Konzentrationslager Nohra im thüringischen Hauptstaatsarchiv Weimar. Weitere Quellen sind die VdN-Akten dort, in den Staatsarchiven in Rudolstadt, Meiningen und Greiz sowie im Bundesarchiv Berlin.